# Maxime Lalanne

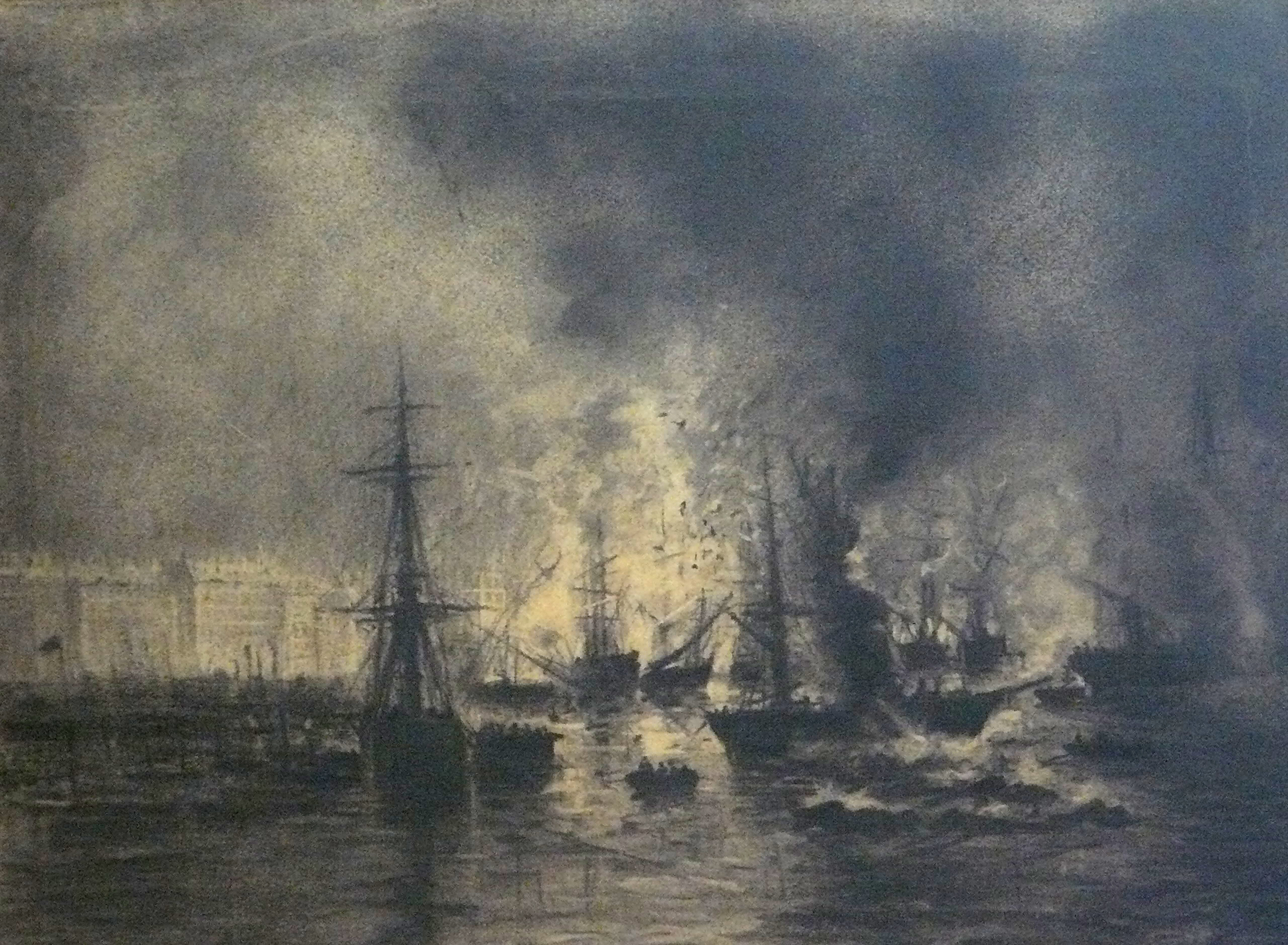
Incendio del puerto de Burdeos (1869), Museo de Bellas Artes de Burdeos

François-Antoine-Maxime Lalanne (Burdeos, 27 de noviembre de 1827–Nogent-sur-Marne, 29 de julio de 1886) fue un pintor y grabador francés. 

## Biografía
Discípulo de Jean Gigoux, centró su obra sobre todo en el paisaje, que solía trabajar con difumino. Traspasó sus composiciones pictóricas al grabado, en el que consiguió excelentes resultados, por lo que fue considerado uno de los mejores grabadores de su tiempo.
Fue miembro de la Société des aquafortistes, fundada en 1861 en París con el objetivo de llevar el arte por el arte al grabado. En 1866 publicó el Tratado del grabado al aguafuerte, en el que describía nuevas formas de practicar esta técnica, como «a la pluma», realizada con pluma sobre el cobre; o el retroussage, la limpieza con una muselina sobre la lámina entintada, con lo que se consiguen veladuras, tonos y medias tintas.
En 1875 fue nombrado caballero de la Legión de Honor.